# Перекинуте залягання
Перекинуте залягання, Перевернуте залягання (рос. опрокинутое залегание, перевёрнутое залегание; англ. overturned bedding, reversed bedding, inverted bedding; нім. überkippte Lagerung f, inverse Lagerung f) – залягання пластів, при якому давніші шари лежать на молодших і підошва їх перевернута догори, а покрівля – донизу (наприклад, у нижньому крилі лежачої антиклінальної складки). 